# السياحة في إندونيسيا

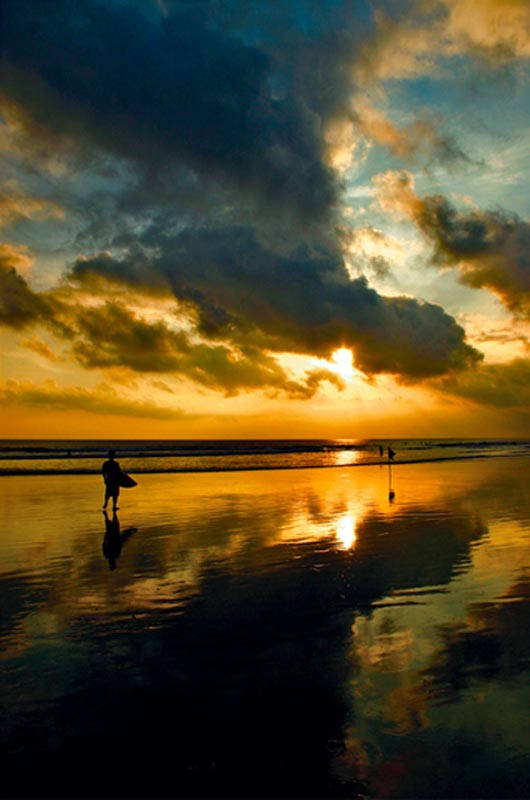
شاطئ جيمباران ، بالي

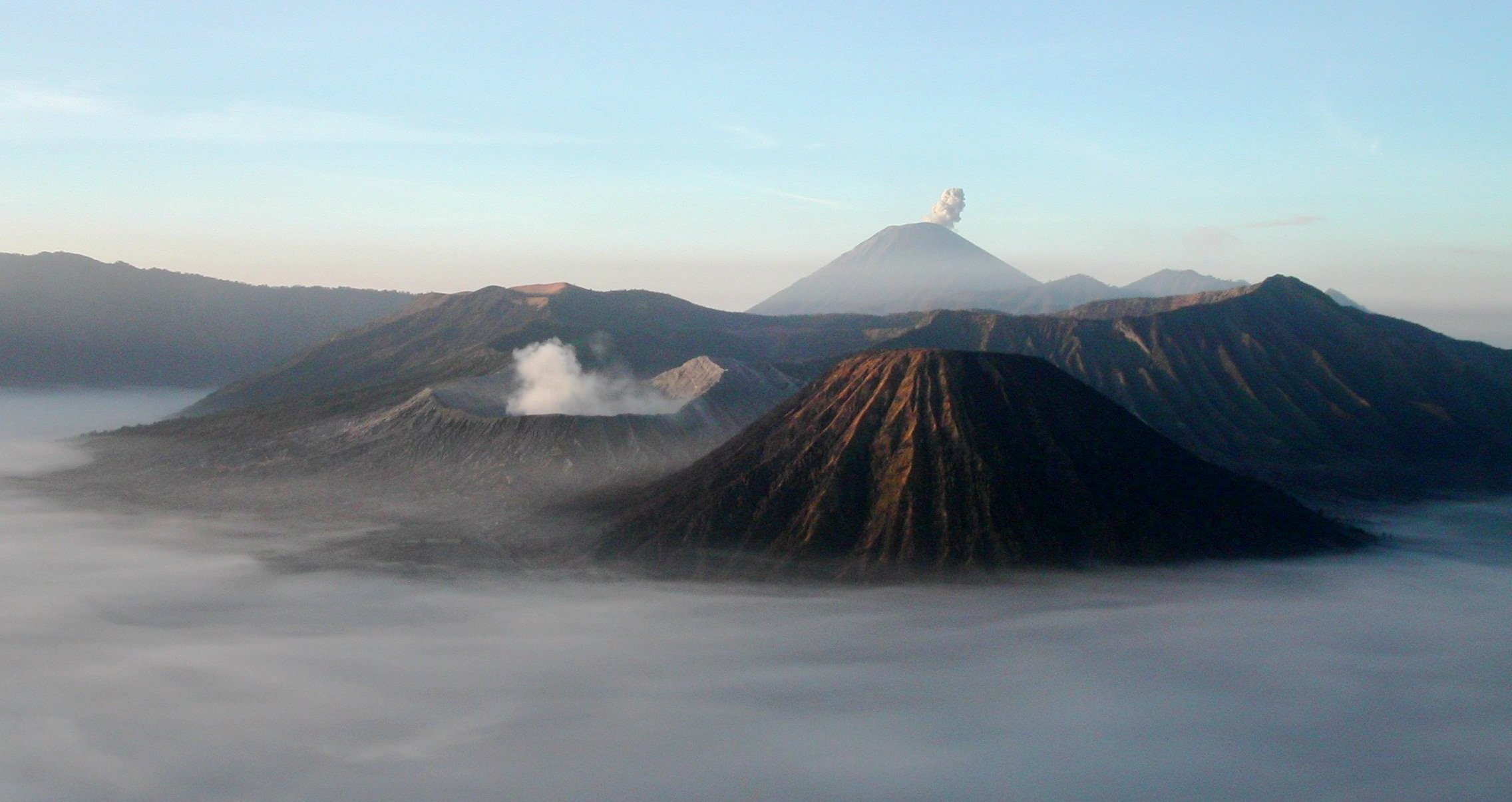
جبل برومو

السياحة في اندونيسيا هو عنصر هام في الاقتصاد الإندونيسي وكذلك مصدرا مهما للعائدات من النقد الأجنبي وتمثل السياحة مايقارب 3٪ من الناتج المحلي في البلد.يزور اندونيسيا سنويا مايقارب الخمسة مليون سائح.